# Лінлітгоу
Лінлі́тгоу (англ. Linlithgow, шотл. Lithgae, шотл. гел. Gleann Iucha) — місто в центрі Шотландії, в області Західний Лотіан.
Населення міста становить 13 180 осіб (2006).

## Персоналії
- Марія I Стюарт (1542—1587) — королева Шотландії з дитинства (фактично з 1560 року) до повалення в 1567році, а також королева Франції в 1559—1560 роках (як дружина короля Франциска II) і претендентка на англійський престол.